# 高岗
高岗（1905年10月25日—1954年8月17日），原名高崇德，字硕卿，中国陕西米脂县武镇（今属榆林市横山区）人，中国共产党、中华人民共和国政治人物，正国级领导人。曾任中央人民政府副主席、国家计划委员会主席。
高岗早年在西北地区从事革命活动，后任陕甘边红军临时总指挥部政治委员、红二十六军政治委员、红十五军团政治部主任等职务，是陕北红军的代表人物之一。抗日时期，任陕甘宁边区保安司令、中共中央西北局书记、陕甘宁晋绥联防军代政委等职务。第二次国共内战时期，任中共中央东北局副书记、书记、东北军区司令员兼政治委员等职。中华人民共和国成立后，任中央人民政府副主席、东北人民政府主席，集东北党政军大权于一身，号称“东北王”。1953年，接受新职担任国家计划委员会主席。因与饶漱石密谋取代刘少奇、周恩来而遭批判，后自杀身亡。1955年，被开除党籍。

## 生平

### 早期革命生涯
高岗出身一个贫苦农民家庭。13岁到米脂县龙镇小学读书。1922年，考入横山县立第一高等小学堂(简称“一高”)学习。1925年春，与“一高”学生曹动之、石作琦、王东皋、王怀信等人组织了“一高”学潮，结识刘志丹:14。1925年秋，进入榆林中学学习。1926年，经胡立亭、史巍然介绍加入中国共产党。1927年2月，进入冯玉祥国民军的西北中山军事学校学习:20。1927年6月，因开展革命活动被发觉，在组织安排下，离开中山军事学校回到了横山县。1927年秋，奉命与曹亚华等在响水堡等地举办了农民运动通俗讲习所，成立农民协会，领导农民开展抗租和抗捐斗争。1928年春，陕北地区遭受特大旱灾，组织武镇、响水一带的农民，与豪绅刘尚和、曹思潮等进行了斗争。1928年秋，离开横山，辗转佳县、吴堡一带，组织群众抗粮抗捐。不久，奉命到肤施县(延安县)开展地下工作。
1929年春，在组织安排下，打入国民党延安县党部，开展地下工作。1929年夏，中共陕北特委在榆林城北的红石峡召开会议，提出党在搞工运、农运、学运的同时，要将今后工作的重点由学运、农运转到兵运上来。并要求大部分党员打入国民党内部去做兵运工作，以建立我党领导的人民武装。会后，主持特委工作的特委军委书记刘志丹来延安，向高岗讲授了“红石峡会议”的主要精神。1929年秋，因乡绅告密，国民政府逮捕了高岗的叔叔高仲魁、高仲发，作为人质，胁迫高岗来降。二人也被迫写信招降高岗，信中说如高岗不回来二人性命将不保。高岗接信后当场将信撕碎，未予理睬。1930年春，打入驻宁夏盐池县的国民军骑兵第四师（师长苏雨生）第八旅（旅长谷连舫）第十五团（团长王子元）部做兵运工作。刘志丹、谢子长与王子元是同学，又是“把兄弟”。1930年5月，中共陕北特委经与王子元协商，在贺兰县李岗堡成立了一个学兵队。双方商定：学兵队归属王子元部，但由共产党员领导，并任命张东蛟、高岗为学兵队正副队长。同时建起了学兵队地下特支，张东皎任书记，高岗任副书记。特支归陕北特委领导（后到甘肃，归甘宁青特委领导过一段时间）。1930年5月，中原大战爆发，冯玉祥命苏雨生部开拔甘肃平凉接防，苏部被小军阀黄得贵、马鸿宾所部冶成章袭击，损失惨重，第八、九两旅残部脱离苏雨生开到豫旺县下马关驻防。1930年8月，被驻兰州的雷中田收编为甘军第八师第三旅，石子俊任旅长，王子元任团长，开拔甘肃靖远驻防。学兵队第一期学员毕业后，高岗被任命为学兵连连长，但不久因与旅长石子俊发生矛盾，被石以招兵为借口，驱逐回陕。1931年春，在中共陕西省委任交通工作的高岗奉省委指示，赴陕西省彬县看望关押在国民党狱中的刘志丹。1931年5月，刘志丹利用军阀之间的矛盾，打进平凉甘军新编第十三师陈珪璋部，以陈的名义成立了第十一旅。这期间，高岗奉中共陕西省委令，去平凉与刘志丹商讨兵变事宜。1931年9月，中国工农红军晋西游击队西渡黄河，进入陕北。10月下旬，晋西游击队转战到陕甘交界的南梁地区，与活动在这里的刘志丹会合。不久，在平凉开展兵运的谢子长、高岗闻讯后一同来到南梁，并根据中共陕西省委的指示，成立了以谢子长为书记，刘志丹、阎红彦等为委员的游击队队委会。
1932年，任陕甘工农红军游击队队委书记，后因游击队战斗失利，高岗被派到陕西省委工作。1933年7月28日，因中共叛徒告密，陕西省委在西安福盛楼饭馆开会时遭破坏，省委书记袁岳栋等被捕，只有高岗和贾拓夫侥幸逃脱。
1933年8月，高岗任陕甘边红军临时总指挥部政治委员；11月后，任红二十六军第四十二师政治委员。1934年1月初，高岗在正宁南邑堡战斗后因调戏妇女违纪，被撤销师政委职务，下派到第二路陕甘边工农游击队，任总指挥部政委。1934年4月，二路游击队配合第四十二师取得西华池战斗的胜利，次月高岗复任第四十二师政治委员。
1935年2月，高岗任西北军事委员会前敌指挥部政治委员。1935年7月的阎家洼子会议上，高岗被郭洪涛批为“梢山主义”，被免去第四十二师政治委员的职务。9月红二十五军与红二十六军、红二十七军会师成立红十五军团后，任军团政治部主任，参与劳山战役，在战斗进入到最后阶段时，高岗赤膊上阵:63。后与刘志丹、习仲勋等在肃反中被逮捕，中央红军到达陕北后，高岗被释放。1936年1月，高岗被派到内蒙古三边地区，6月至10月任中共蒙古工作委员会负责人。10月，任中共陕甘省委少数民族工作委员会副书记。12月，任书记。

### 抗日战争时期
全面抗日战争爆发后，高岗留守陕北，出任陕甘宁边区保安司令员、中共陕甘宁边区党委少数民族工作委员会书记。1937年11月，任八路军骑兵司令:82。1937年12月中共中央政治局确定高岗为中共“七大”准备委员会前25位准备委员之一（排名列最后）。1938年5月，任中共陕甘宁边区委书记。1939年1月起，任陕甘宁边区参议会参议长、议长。1939年6月,高岗担任了八路军留守兵团的政委。1940年9月，任中共陕甘宁边区中央局书记。
1941年5月，高岗任中共西北中央局书记:91，兼任西北局统战部部长、民族学院院长，负责西北地区党务，并具体负责陕甘宁边区政府和民众大生产运动。1943年，高岗兼任陕甘宁晋绥联防军副政治委员、代政治委员。1945年6月，高岗当选中央政治局委员。

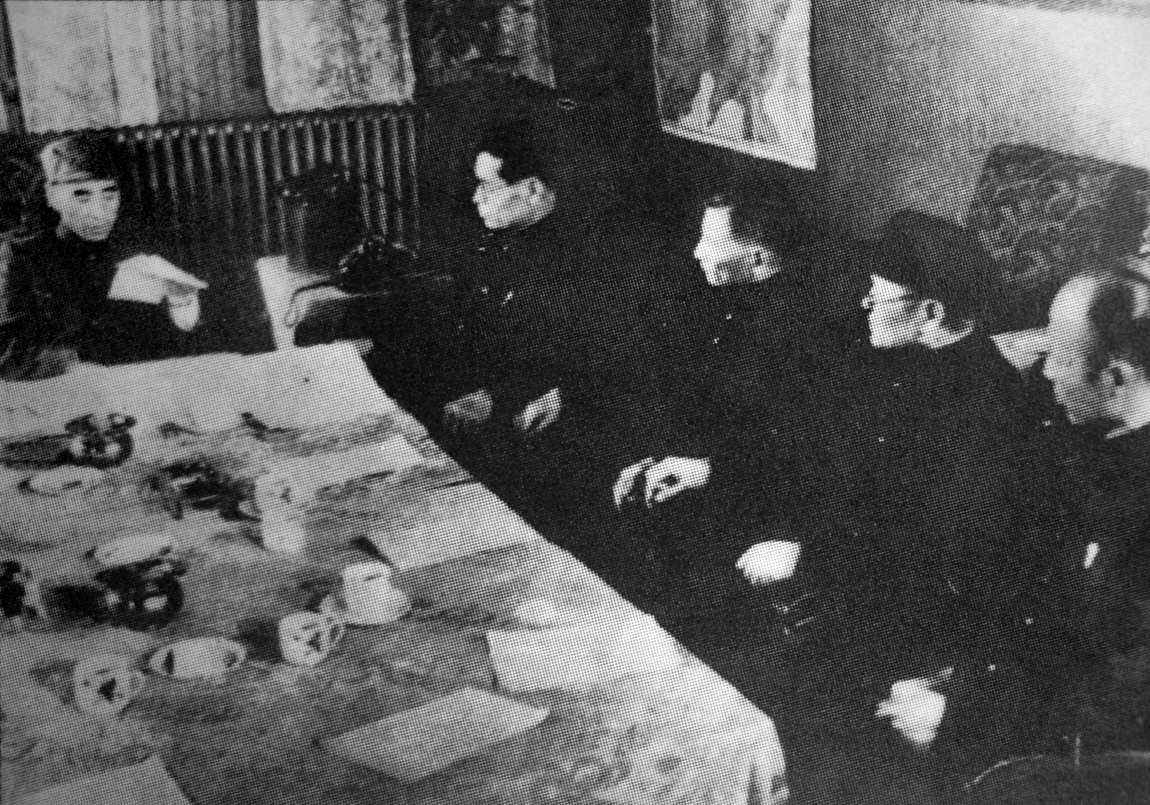
1946年，中共中央东北局扩大会议。左起：林彪、高岗、陈云、张闻天、吕正操

### 第二次国共内战时期
1945年10月下旬，高岗和张闻天等一起乘坐美国调停小组的飞机，从延安飞往东北。11月，任北满军区司令，在北满四省开辟中共根据地。次年4月，兼任哈尔滨前线野战司令，组织攻取哈尔滨:160。1946年6月，高岗任中共中央东北局副书记、东北民主联军副政委，主持东北局的后方工作:191，领导东北土地改革事务。1947年，高岗曾去赤峰，指导冀察热辽分局的土地改革工作。程子华在回忆录中，指高岗在热河土改中推行极左路线。在同年的全国土地工作会议后，高岗认为刘少奇片面听取彭真的叙述，有偏袒彭真的倾向，开始对刘少奇有所不满。1948年1月，东北民主联军改称东北军区，高岗任东北军区第一副司令员兼副政治委员。
1948年底辽沈战役结束后，林彪、罗荣桓率领大军入关，高岗留在东北，先后担任中共中央东北局第一书记、东北人民政府主席、东北军区司令兼政委等职务，是当时六个大区唯一一个身兼党、政、军三大要职的领导人，是名符其实的“东北王”。1949年7-8月，高岗与刘少奇、王稼祥密访莫斯科。
1949年9月，高岗出席中国人民政治协商会议第一届全体会议，当选中华人民共和国中央人民政府副主席，并出席开国大典。

### 中华人民共和国成立后

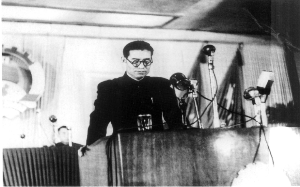
1949年9月21日，中国人民政治协商会议第一届全体会议上，高岗代表全中国解放区讲话

中华人民共和国成立后，高岗主政东北，组织恢复经济等工作。在高岗治下，东北1949年粮食产量比上年平均增长20%左右，全年工业生产总值超过原计划4.2%，并重建了鞍钢:222-223。朝鲜战争期间，负责志愿军后勤保障工作，曾三次入朝与彭德怀协商，受彭德怀高度评价。高岗还在东北率先开展三反运动，其经验被毛泽东推向全国。1951年10月，高岗又兼任中央人民政府人民革命军事委员会副主席。
1952年，高岗调任中央人民政府国家计划委员会任主席，1953年赴京。在高岗前后调京的还有邓小平、饶漱石、邓子恢、习仲勋，随之有“五马进京，一马当先”之说，而所谓“一马”即指高岗，可想其受倚重之势。作为中共根据地出身的干部，高岗对于长期在国民党统治区（“白区”）工作的刘少奇、周恩来等人的势力不满。
「高饶事件的实质是他们（高岗、饶漱石等人）试图把刘少奇和周恩来从中共的第二和第三的位置上拉下来。主要的目标是刘少奇。」:88高岗夺权的关键因素是他对毛泽东态度的估计，「毛泽东在1953年初期与高岗的几次私下谈话中表示了这种（主要是经济建设和发展农业合作社方面）不满。不管毛泽东的意图是什么，高岗把这看成是一种信任他的信号和反对刘和周的机会。」:89
1953年，在全国财经会议上，高岗等人以批薄一波来对抗刘少奇、周恩来；而饶漱石则在第二次全国组织工作会议上以批安子文来对抗刘少奇、周恩来。也就是在全国财经会议上，毛泽东开始注意高岗等人的举动:311。同年10月，高岗借休假之机，到杭州拉拢林彪加入其阵营，后陈云奉毛泽东指示劝告林彪，林遂表示不再支持高岗。1953年12月24日政治局扩大会议上，毛泽东不点名批评高岗：“北京有两个司令部，一个是以我为首的司令部，就是刮阳风，烧阳火；一个是以别人为司令的司令部，就是刮阴风，烧阴火，一股地下水。究竟是政出一门，还是政出多门？”:333:169
1954年2月6日，中共七届四中全会上，周恩来、陈云发言暗批高岗搞“独立王国”:167。2月17日，高岗用手枪自杀未遂。1954年4月29日，高岗向中央交了《我的反省》。前一天，时任中共中央东北局第二副书记张秀山、东北局第三副书记张明远、东北局组织部部长郭峰、中央人民政府国家计划委员会秘书长马洪、中共中央东北局秘书长兼农村工作部部长赵德尊五人被撤销一切党内职务:389。1954年8月初，高岗试图触电自杀但未成功:362。8月17日，高岗服大量安眠药自杀身亡。
1955年4月，高岗在中共七届五中全会上，被开除出中国共产党。官方对高饶事件做结论时，称之为“阴谋活动”和为加强个人权力而进行的“无原则”活动。高岗死后，葬于北京万安公墓。
1966年5月16日，“文化大革命”开始时，高岗的墓碑被砸烂半截。
中國境內第一部公開出版的《高崗傳》在2011年5月問世，此書由戴茂林和趙曉光撰寫，陕西人民出版社出版。

## 著作
- 《高岗文选》2009，华夏文化艺术出版社。选录1941-1952年的31篇文稿。
- 《高岗文集》2013，华夏文化艺术出版社。收录1939-1953年的70多篇讲话、报告、演讲词、谈话录等。，
- 《高岗书信电文选集》2013，华夏文化艺术出版社。收录1939-1952与毛泽东等50多人书信、电文共300多篇书信电文，
- 《荣誉属于谁》，高岗在东北干部会议

## 评价

### 正面评价
《高岗传》评价高岗一生有五大功绩：参与创建了西北的陕甘边区革命根据地；抗日战争时期连任三届陕甘宁边区参议会议长；国共内战中共成功夺取东北立下功劳；新中国建国初主持东北的建设；抗美援朝战争提供了后勤保障。

### 负面评价
1954年2月，中共中央批判高、饶的座谈会上，周恩来总结发言列举了高岗的十大罪行：“一是散布枪杆子上出党、红区白区论；二是进行宗派活动，反对中央领导同志；三是造谣挑拨，制造党内不和；四是实行派别性的干部政策，尤其是对干部私自许愿封官；五是把自己领导的地区看作个人资本和独立王国；六是假借中央名义，破坏中央威信；七是剽窃别人文稿，抬高自己，蒙蔽中央；八是在中苏关系上，拨弄是非，不利中苏团结；九是进行夺取党和国家权力的阴谋活动；十是私生活腐化”。周恩来于2月25日在座谈会上作了总结發言。这个总结发言的提纲，后来送毛泽东审阅过。“在长期的革命斗争中，高岗有其正确的有功于革命的一面，因而博得了党的信任，但他的个人主义思想长期没有得到纠正和制止，并且在全国胜利后更大的发展了，这就是他的黑暗的一面。其实就是高岗用另一种更有利于国家人民的政治手段夺权的政治运动。以其失败告终。”

## 家庭
- 第一任妻子杨芝芳 （1905年12月—2001年5月1日）出生于陕西省米脂县。1925年与高岗结婚，1938年与高岗解除婚姻关系。当时陕甘宁边区政府民政厅厅长王子宜要求杨芝芳跟高岗离婚。他告诉杨芝芳：高岗活动很多，经常出头露面，你是小脚，与高岗一起出面不太合适，最好与高岗分开。杨芝芳就同意了[21]。
- 第二任妻子李力群 （1919年12月26日—2020年4月6日）出生于江苏省宿迁县。1940年元旦与高岗结婚。曾擔任教育部學生司顧問、东北育才学校首任校长，第四届全国人民代表大会代表，第五届全国政协委员，1983年8月，以正司局級退休。
- 长子高毅：高岗与前妻杨芝芳唯一的孩子。1939年周恩来去苏联治疗骑马摔伤的胳膊，带高毅和陈昌浩之子陈祖涛、陈伯达之子陈小达、刘少奇子女刘允斌和刘爱琴以及周恩来的干女儿孙维世等一起去苏联，高毅在第二国际儿童院读书。1947年回到哈尔滨，在哈工大预科学习。1948年，中共中央选派了高毅等21名中央领导人和烈士的子女赴苏留学。高毅进入莫斯科动力学院土木系学建筑。1951年年底提前回国，进入哈尔滨工业大学学机械。在哈工大结识了化学系女生宋丽达。高岗倒台后，高毅与宋丽达没毕业就被分配到哈尔滨120工厂工作。后调到西安430厂做技术员。1979年经中央批示，调北京市科委电加工研究所从事机床研究。以高级工程师身份离职休养。
  - 妻子宋丽达：有一半俄罗斯血统。
- 女兒高濱濱：師大女附中畢業生，與黃敬之女俞慧聲同屆。

## 影視形象
- 1976年，寒流 (影集)
- 2009年，建國大業
- 2024年，西北岁月

## 文艺作品
- 台灣1970年代著名電視连续剧《寒流》，由常楓出演的主角高揚的原型被认为是高岗。
- 1962年中共领导康生、毛泽东等人认为小说《刘志丹》是为高岗翻案，进行批判。[來源請求]

## 扩展阅读
- 赵家梁、张晓齐，半截墓碑下的往事——高岗在北京，香港：大风出版社，2008。ISBN 978-988-99725-5-4
- 凤凰网：高岗之死的真相 （页面存档备份，存于）

| 中国共产党职务            | 中国共产党职务                                                                     | 中国共产党职务                                 |
| ------------------------- | ---------------------------------------------------------------------------------- | ---------------------------------------------- |
| 新頭銜                    | 中共中央西北局书记 1941年5月－1945年10月                                           | 繼任： 习仲勋                                  |
| 中华人民共和国政治职务    |                                                                                    |                                                |
| 新頭銜 中华人民共和国成立 | 中央人民政府副主席 （与朱德、刘少奇、宋庆龄、张澜、李济深同时在任） 1949年－1954年 | 繼任： 朱德 中华人民共和国副主席               |
| 中華人民共和國政府职务    |                                                                                    |                                                |
| 新頭銜                    | 东北人民政府主席 1949年4月－1953年1月                                              | 机构撤销                                       |
| 新頭銜                    | 东北行政委员会主席 1953年1月－1954年2月                                            | 机构撤销                                       |
| 新頭銜                    | 中央人民政府国家计划委员会主席 1952年11月－1954年8月                               | 繼任： 李富春 中华人民共和国国家计划委员会主任 |